# Ambystoma bombypellum
El ajolote de piel fina (Ambystoma bombypellum) es una especie extremadamente rara de Ambystoma, un género de salamandras.

## Descripción
La salamandra fue descrita por primera vez por el herpetólogo Edward Harrison Taylor de un holotipo encontrado en 1939 cerca del Rancho Guadalupe, 14 km al este de San Martín en el noroeste de la provincia de Asunción México.  Es hasta hoy el hábitat único para esta especie. La introducción de peces depredadores y la destrucción del hábitat debido a la agricultura conducen a una desecación de los estanques de cría y a una disminución severa de la población.
Es una especie terrestre pequeña de aproximadamente 14,2 cm, con una coloración dorsal marrón y una parte ventral más clara. La cabeza es aplanada. Los dedos de las patas anteriores y posteriores no están unidos por una membrana.